# Авиньонский собор

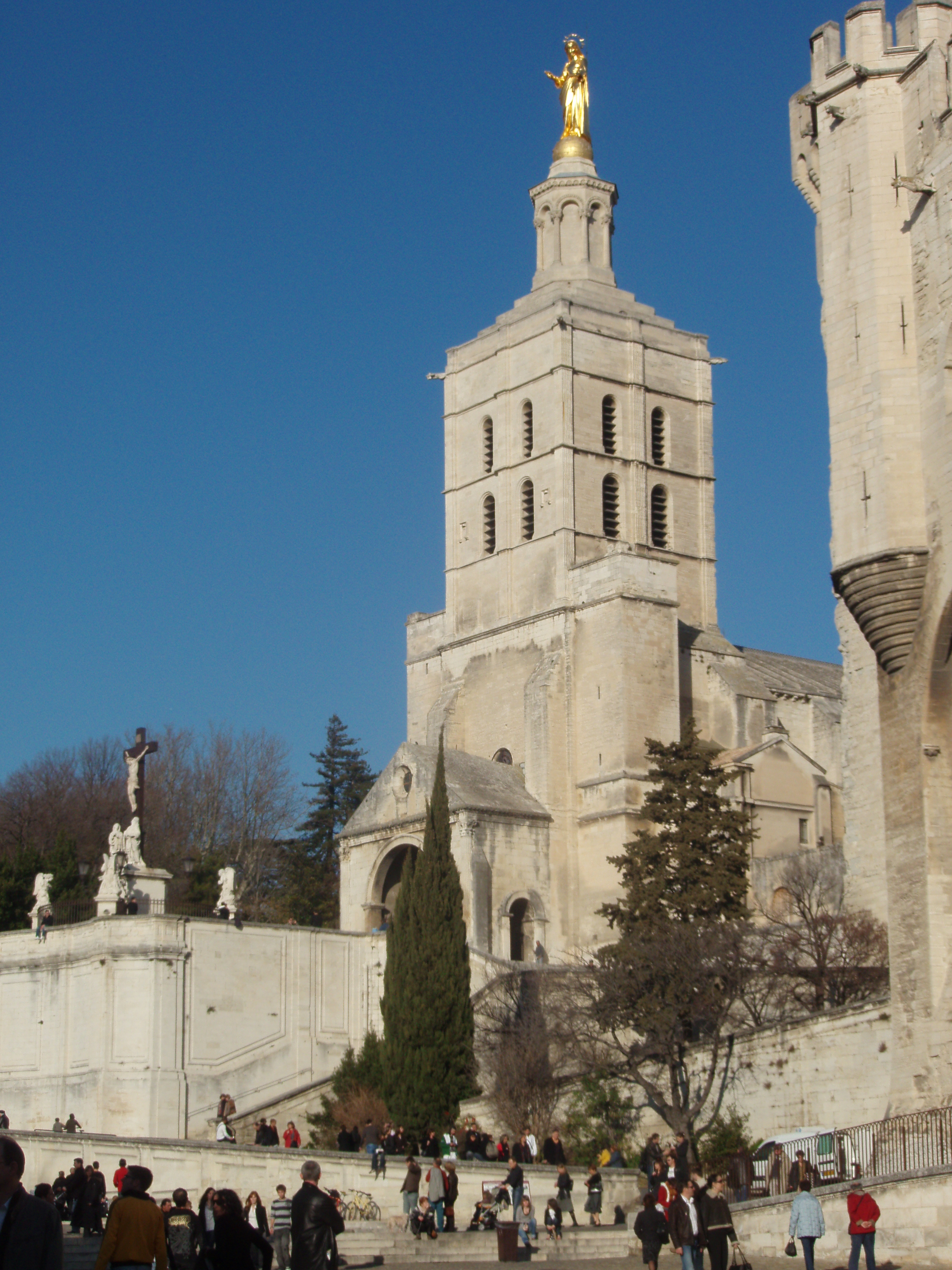

Авиньонский собор, Нотр-Дам-де-Дом (фр. Cathédrale Notre-Dame des Doms d'Avignon) — кафедральный собор в Авиньоне.
Здание является историческим памятником Франции и кафедрой архиепархии Авиньона. Собор расположен выше Папского дворца.

## История
Нотр-Дам-де-Дом построен в XII веке в романском стиле. Его историческая значимость перед прочими соборами страны обусловлена тем, что в 1309—1378 гг Святой Престол располагался не в Риме, а в Авиньоне. Этот период известен как Авиньонское пленение пап, которые в это время фактически исполняли и функции епископа Авиньонского. Даже после окончания «пленения» Авиньон не потерял значения: начался Великий западный раскол, когда и в Авиньоне, и в Риме находились конкурирующие папы, разделившие между собой весь католический мир.
Интерьер содержит многочисленные произведения искусства, среди них — мавзолей папы Иоанна XXII, один из шедевров готической резьбы XIV века. Вторая заметная реконструкция произошла в XVII веке. На западной башне установлена позолоченная статуя Девы Марии.
Сегодня собор вместе с Папским дворцом и мостом Сен-Бенезе с 1995 года входит в объект всемирного наследия ЮНЕСКО.